# The Battle of Los Angeles
The Battle of Los Angeles (рус. Битва за Лос-Анджелес) — третий студийный альбом американской рэп-метал группы Rage Against the Machine, выпущенный 2 ноября 1999 года на лейбле Epic Records. Альбом стартовал с 1-й строчки в Billboard 200 и разошёлся в первую неделю продаж тиражом в 420 000 копий. Альбом занял 426-ю позицию в списке 500 величайших альбомов всех времён по версии журнала Rolling Stone. Это последняя полноценная запись группы, после него вышел лишь кавер-альбом Renegades (2000).
Песня «Calm Like a Bomb» вошла в саундтрек к фильму «Матрица: Перезагрузка», на песни «Testify», «Sleep Now in the Fire», «Guerrilla Radio» и «No Shelter» были сняты видеоклипы. Режиссёром клипов для первых двух песен выступил Майкл Мур. Съёмки клипа «Sleep Now in the Fire», проходившие на Уолл-стрит привели к тому, что Нью-Йоркской фондовой бирже пришлось запереть двери из страха перед толпой фанатов. Во время съёмок клипа Майкл Мур подвергся аресту.

## Список композиций
Все тексты написаны Заком Де ла Рочей
| №   | Название                                                           | Длительность |
| --- | ------------------------------------------------------------------ | ------------ |
| 1.  | «Testify»                                                          | 3:30         |
| 2.  | «Guerrilla Radio»                                                  | 3:26         |
| 3.  | «Calm Like a Bomb»                                                 | 4:59         |
| 4.  | «Mic Check»                                                        | 3:33         |
| 5.  | «Sleep Now in the Fire»                                            | 3:25         |
| 6.  | «Born of a Broken Man»                                             | 4:41         |
| 7.  | «Born as Ghosts»                                                   | 3:22         |
| 8.  | «Maria»                                                            | 3:48         |
| 9.  | «Voice of the Voiceless»                                           | 2:31         |
| 10. | «New Millennium Homes»                                             | 3:45         |
| 11. | «Ashes in the Fall»                                                | 4:36         |
| 12. | «War Within a Breath»                                              | 3:36         |
| 13. | «No Shelter» (доступно только на австралийском и японском релизах) | 4:06         |

## В записи участвовали
- Зак Де ла Роча — вокал
- Том Морелло — гитара
- Брэд Уилк — ударные
- Тим Коммерфорд — бас-гитара, бэк-вокал
- Rage Against the Machine — художественное оформление.

## Чарты
| Чарт                                          | Позиция |
| --------------------------------------------- | ------- |
| Австралия (ARIA)                              | 2       |
| Австрия (Ö3 Austria)                          | 17      |
| Бельгия/Фландрия (Ultratop)                   | 20      |
| Бельгия/Валлония (Ultratop)                   | 25      |
| Канада (Canadian Albums Chart)                | 1       |
| Нидерланды (Album Top 100)                    | 28      |
| Финляндия (Suomen virallinen lista)           | 2       |
| Франция (SNEP)                                | 10      |
| Германия (Offizielle Top 100)                 | 7       |
| Новая Зеландия (RMNZ)                         | 1       |
| Норвегия (VG-lista)                           | 2       |
| Швеция (Sverigetopplistan)                    | 4       |
| Швейцария (Schweizer Hitparade)               | 15      |
| Великобритания (UK Albums Chart)              | 23      |
| Великобритания (UK Rock & Metal Albums Chart) | 1       |
| США (Billboard 200)                           | 1       |
| США (Billboard Top Catalog Albums)            | 43      |

| Сингл                   | Чарт                                | Позиция |
| ----------------------- | ----------------------------------- | ------- |
| «Guerrilla Radio»       | Норвегия (VG-lista)                 | 17      |
| «Guerrilla Radio»       | Швеция (Sverigetopplistan)          | 42      |
| «Guerrilla Radio»       | Великобритания (OCC UK Singles)     | 32      |
| «Guerrilla Radio»       | США (Billboard Alternative Airplay) | 6       |
| «Guerrilla Radio»       | США (Billboard Hot 100)             | 69      |
| «Guerrilla Radio»       | США (Billboard Mainstream Rock)     | 11      |
| «Sleep Now in the Fire» | Великобритания (OCC UK Singles)     | 43      |
| «Sleep Now in the Fire» | США (Billboard Alternative Airplay) | 8       |
| «Sleep Now in the Fire» | США (Billboard Mainstream Rock)     | 16      |
| «Testify»               | США (Billboard Alternative Airplay) | 16      |
| «Testify»               | США (Billboard Mainstream Rock)     | 22      |

## Сертификации
| Регион | Сертификация  | Продажи    |
| --- | ------------- | ---------- |
| Австралия (ARIA) | Платиновый    | 70 000^    |
| Канада (Music Canada) | 2× Платиновый | 200 000^   |
| Новая Зеландия (RMNZ) | Золотой       | 7500^      |
| Великобритания (BPI) | Золотой       | 100 000*   |
| США (RIAA) | 2× Платиновый | 2 000 000^ |
| * Данные о продажах приведены только на основе сертификации. ^ Данные о тиражах приведены только на основе сертификации. |               |            |